# École nationale supérieure d'informatique pour l'industrie et l'entreprise
 (juillet 2025).
Pour les articles homonymes, voir IIE.
L'École nationale supérieure d'informatique pour l'industrie et l'entreprise (ENSIIE - anciennement Institut d'informatique d'entreprise, IIE - et dont le logo stylisé ensIIE reprend en partie le sigle historique) est l'une des 204 écoles d'ingénieurs françaises à délivrer un diplôme d'ingénieur, accrédité par la Commission des titres d'ingénieur (CTI).
Créée en 1968, elle est située à Évry-Courcouronnes dans l'Essonne. Elle dépend du Ministère de l'Enseignement Supérieur et de la Recherche. Depuis 2016, son recrutement se fait sur le Concours Mines-Télécom.
Elle est membre de la Conférence des grandes écoles (CGE) et est associée à l'Université Paris-Saclay ainsi qu'à l'Institut Mines-Télécom (IMT).
L'ENSIIE est une des plus anciennes écoles d'informatique en France. Elle dispense un enseignement technique et scientifique autour du triptyque informatique - mathématiques - gestion des entreprises et finance, en conservant une proximité avec le monde de l'entreprise et de l'industrie.
L'ENSIIE propose trois modalités de formation d'ingénieur : une formation initiale sous statut étudiant (FISE), destinée notamment aux élèves issus de classes préparatoires (CPGE) ; une formation initiale sous statut apprenti (FISA), destinée notamment aux élèves issus d'IUT ; une formation continue (FC), destinée notamment aux salariés en reprise d'études.

## Historique
Créé en 1968 au sein du Conservatoire national des arts et métiers (CNAM) par Paul Namian, l'un des enseignants au CNAM, l'Institut d'Informatique d'Entreprise (IIE) est tout d'abord installé à Paris, dans les locaux du CNAM. Les promotions sont très réduites au départ, constituées d'une trentaine d'élèves au plus, mais ne tarderont pas à s'enrichir.
En 1972, l'IIE est habilité, après avis de la Commission des titres d'ingénieurs (CTI), à délivrer le diplôme d’ingénieur de l'Institut d'Informatique d'Entreprise.
En 1974, l'école rejoint le concours Centrale–Supélec, qui servait encore de base principale à son recrutement jusqu'en 2014.
En 1984, l'IIE est déplacé dans la ville nouvelle d'Évry, et hérite de locaux plus spacieux, permettant d'étendre les promotions à plus de 150 élèves aujourd'hui.
En 2006, des travaux importants sont réalisés, afin de rénover et d'agrandir les locaux de l'école.
En juillet 2006, l’école devient l’École nationale supérieure d'informatique pour l'industrie et l'entreprise (ENSIIE), avec le statut d'établissement public à caractère administratif rattaché à l’Université d'Évry-Val-d'Essonne.
Entre 2009 et 2017, elle a disposé d'une antenne à Strasbourg, en Alsace. Celle-ci comptait environ 50 élèves par promotion, mais a été fermée faute de financement pérenne.
En 2015, l'école rejoint le Concours Télécom INT, devenu en 2016 Concours Mines-Télécom (à la suite de la fusion avec le Concours Commun des Écoles des Mines).
En 2016, une fusion avec Télécom SudParis est envisagée mais est finalement abandonnée.
En 2017, l’école s’associe à l'Université Paris-Saclay ainsi qu'à l'Institut Mines-Télécom (IMT).
En 2020, l'ENSIIE bénéficie d'un réseau de plus de 4 000 alumni, ingénieurs diplômés en formation initiale sous statut étudiant (FISE), sous statut apprenti (FISA), en formation continue (FC), ou par la validation des acquis de l'expérience (VAE).

### Directeurs successifs
- de 1968-1983 : Étienne Pichat dirigeait l'institut à partir de sa création, en tant que « directeur des études »
- de 1983-1995 : Alain Cabannes, directeur
- de 1995-1996 : direction par intérim assurée par Guy Orrado et Jacqueline Gendre
- de1996-1998 : Manuel Bloch , directeur
- de 1998-1999 : direction par intérim assurée par Alain Cabannes
- de 2006-2008 : Florent Chavand, directeur
- de 2008-2018 : Ménad Sidahmed, directeur
- de sept 2018 à avril 2019 : Catherine  Dubois, administratrice provisoire
- de 2019 à 2024 : Laurent Prével, directeur
- depuis avril 2024 : Imed Boughzala, directeur

## Enseignement

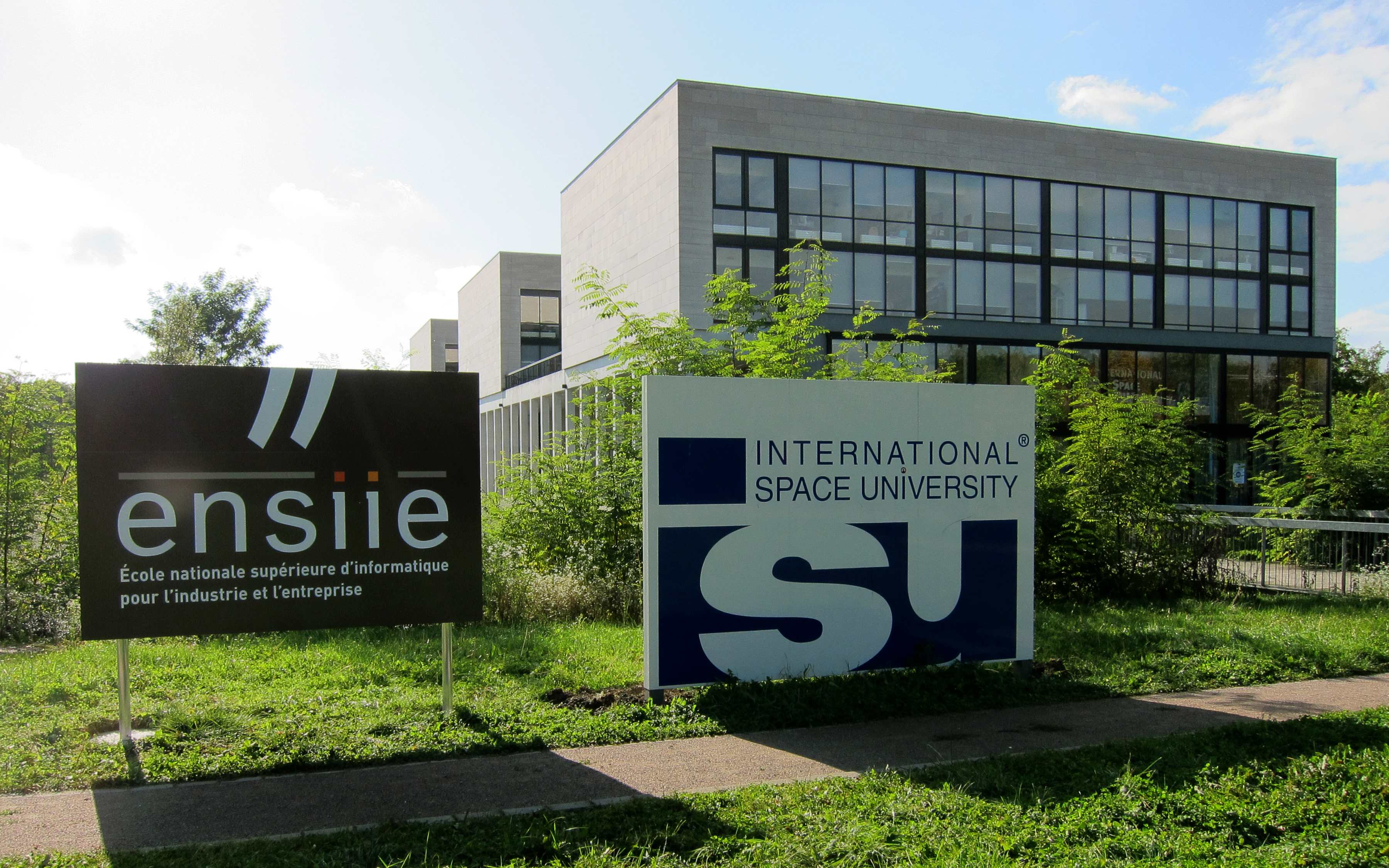
Antenne à Strasbourg en 2011.

Le cycle ingénieur à l'ENSIIE dure six semestres, à temps plein à l'exception des apprentis. Il comporte des phases d'enseignement et d'importantes phases de stages en entreprise.

### Recrutement
Les élèves admis à l'ENSIIE peuvent être issus de :
- Concours Centrale-Supélec, de 1974 et jusqu'en 2014 (filière de classes préparatoires MP, PSI, PC et TSI).
- Banque de notes du Concours Mines-Ponts depuis 2015[11] (Concours Mines-Télécom, filière de classes préparatoires MP - 65 places, PSI - 18 places, MPI - 15 places, PC - 10 places et TSI - 2 places[12]).
- Concours national DEUG - 2 places jusqu'en 2022[13].
- Admissions sur titre aux titulaires d'un BUT / DUT, d'un BTS ayant fait une classe préparatoire ATS, d'une licence ou d'un diplôme équivalent à dominante informatique ou mathématiques.

## Recherche
Une grande partie des enseignants de l'ENSIIE sont des enseignants-chercheurs, et ont donc une mission de recherche à accomplir.
Les équipes de recherche associées à l’école travaillent sur les thématiques principales suivantes : Contrôle stochastique en finances, Optimisation combinatoire, Spécification et vérification de programmes, Apprentissage statistique. Ces travaux se font dans des laboratoires associés à l'ENSIIE.
Répartition des EC de l'ENSIIE (décembre 2024) :
| Laboratoire                                                                                      | Etablissement Référent, Tutelle ou Participant                                                          | Répartition des EC |
| ------------------------------------------------------------------------------------------------ | --- | ------------------ |
| SAMOVAR (Services répartis, Architectures, MOdélisation, Validation, Administration des Réseaux) | Télécom SudParis, Institut Mines-Télécom, Institut polytechnique de Paris                               | 38,5 %             |
| LaMME (Laboratoire de Mathématiques et Modélisation d'Évry)                                      | Université d'Évry Paris Saclay, CNRS, ENSIIE, INRAE, Université Paris-Saclay                            | 38,5 %             |
| Cédric (Centre d’études et de recherche en informatique et communications)                       | Conservatoire national des arts et métiers                                                              | 7,7 %              |
| IBISC (Informatique, BioInformatique, Systèmes Complexes)                                        | Université d'Évry Paris Saclay, Université Paris-Saclay                                                 | 7,7 %              |
| Centre Borelli                                                                                   | CNRS, École normale supérieure Paris-Saclay, INSERM, Service de santé des armées, Université Paris-Cité | 3,8 %              |
| LISN (Laboratoire Interdisciplinaire des Sciences du Numérique)                                  | CNRS, Université Paris-Saclay, INRIA, CentraleSupélec                                                   | 3,8 %              |

## Innovation et entrepreneuriat
L'ENSIIE possède un cluster, le C-19 (Jeux Vidéo & Interactions Numériques) et est membre d'un incubateur, l'IMT Starter (incubateur commun de Télécom SudParis, l'Institut Mines Télécom Business School et de l'ENSIIE).
En outre, l'école participe au « challenge Projets d’Entreprendre » avec Télécom SudParis et l'Institut Mines Télécom Business School.
Chaque été, l'école propose aux étudiants une expérience entrepreneuriale à travers le programme SUMMER SCHOOL. Organisé par IMT Starter et le C-19, ce programme réunit chaque année des étudiants ingénieurs-managers de l’ENSIIE, Institut Mines-Télécom Business School et de Télécom SudParis en leur proposant de se mettre dans la peau d’un jeune entrepreneur et de transformer leurs idées ou projets en start-ups innovantes.

## Associations
En avril 2017, l’école s’associe à l'Institut Mines-Télécom (IMT), ainsi qu'à l'Université Paris-Saclay,.

## Classements
Classements nationaux :
| Nom                                        | 2019 (Rang) | 2020 (Rang) | 2022 (Rang) | 2023 (Rang) | 2024 (Rang) | 2025 (Rang) |
| ------------------------------------------ | ----------- | ----------- | ----------- | ----------- | ----------- | ----------- |
| L’Étudiant                                 |             | 43          |             |             | 91          | 55          |
| Daur Rankings                              | 48          | 34          | 37          | 51          | 51          |             |
| Usine Nouvelle                             | 54          | 54          | 72          | 53          | 66          |             |
| Classement informatique le figaro étudiant |             |             |             | 3           | 3           | 3           |

## Anciens élèves
- André Salzet (promotion 1981), acteur et metteur en scène.
- Mahammed Dionne (promotion 1983), premier ministre du Sénégal[30].
- Antoine Saout (promotion 2008), joueur de poker.